# 16498 Passau
16498 Passau (1990 SX8) là một tiểu hành tinh vành đai chính được phát hiện ngày 22 tháng 9 năm 1990 bởi E. W. Elst ở Đài thiên văn Nam Âu.